# Sieben goldene Männer
Sieben goldene Männer (Originaltitel: Sette uomini d’oro) ist ein italienischer Spielfilm aus dem Jahr 1965 von Marco Vicario, von dem auch das Drehbuch stammt und der den Film produziert hat. In den Hauptrollen sind Philippe Leroy, Rossana Podestà, Gastone Moschin und Maurice Poli zu sehen. Zum ersten Mal ins Kino kam das Werk am 21. Oktober 1965 in Rom. In der Bundesrepublik Deutschland hatte es seine Premiere am 9. April 1966. In der DDR kam der Film am 5. Januar 1968 unter dem Titel Die sieben goldenen Männer ins Kino.

## Inhalt
Mit der sichtbaren Präzision eines Schweizer Uhrwerks, entworfen und überwacht vom „Professor“, beginnt ein tolldreister Coup: Vor der Schweizer Nationalbank in Genf, in der die Goldreserven des Landes liegen, graben sich sechs als städtische Arbeiter verkleidete Männer in die Erde. Durch Schächte und unterirdische Kanäle, ausgerüstet mit den modernsten technischen Geräten und in ständiger Sprechfunkverbindung mit dem „Gehirn“, gelangen die Männer schließlich an den Tresor. Sie zapfen ihn an und pumpen sechs Tonnen Gold in einen Tankwagen. Nach getaner Arbeit setzt sich der „Professor“ mit seiner Geliebten Giorgia ab, begeht Verrat und wird dann selbst verraten. In den Besitz des Goldes aber kommt niemand, sodass die Bande in Rom noch einmal von vorne beginnen muss …

## Kritiken
Der Evangelische Film-Beobachter fasst seine Kritik so zusammen: „Für ein echtes Gaunerstück oder eine Persiflage reichen die Pointen und der Humor nicht aus. Wenig gekonnt und nur mäßig unterhaltsam.“ Zu einer positiveren Einschätzung gelangt das Lexikon des internationalen Films: „Parodistisch eingefärbte, mit hübschen Gags versehene Schilderung eines unglaublich perfekten Tresoreinbruchs bei der Schweizer Nationalbank […].“ Die staatliche Filmbewertungsstelle Wiesbaden erteilte dem Werk das Prädikat „Wertvoll“.

## Fortsetzung
Das Superding der 7 goldenen Männer, 1966 vom selben Team geschaffen.